# Quyền LGBT ở Transnistria
Quyền đồng tính nữ, đồng tính nam, song tính và chuyển giới ở Transnistria có thể phải đối mặt với những thách thức pháp lý mà những người không phải là LGBT không gặp phải. Cộng hòa Pridnestrovian Moldavian (PMR) là một quốc gia ly khai không được công nhận với hệ thống tư pháp riêng. Đối với tình hình pháp lý cho các cá nhân LGBT ở Moldova, mà Transnistria được hầu hết các quốc gia công nhận là thuộc về, xem quyền LGBT ở Moldova.

## Bảng tóm tắt
| Hoạt động tình dục đồng giới hợp pháp                                                                                       | (Từ năm 2002) |
| Độ tuổi đồng ý | (Từ năm 2002) |
| Luật chống phân biệt đối xử chỉ trong việc làm                                                                              | No            |
| Luật chống phân biệt đối xử trong việc cung cấp hàng hóa và dịch vụ                                                         | No            |
| Luật chống phân biệt đối xử trong tất cả các lĩnh vực khác (bao gồm phân biệt đối xử gián tiếp, ngôn từ kích động thù địch) | No            |
| Hôn nhân đồng giới | No            |
| Công nhận các cặp đồng giới                                                                                                 | No            |
| Con nuôi của các cặp vợ chồng đồng giới                                                                                     | No            |
| Con nuôi chung của các cặp đồng giới                                                                                        | No            |
| Người đồng tính nam và đồng tính nữ được phép phục vụ công khai trong quân đội                                              |               |
| Quyền thay đổi giới tính hợp pháp                                                                                           |               |
| Truy cập IVF cho đồng tính nữ                                                                                               | No            |
| Mang thai hộ thương mại cho các cặp đồng tính nam                                                                           | No            |
| NQHN được phép hiến máu | No            |